# Acquit de comptant
Un acquit de comptant era una letra patente en que los reyes de Francia ordenaban al Tesorero del Erario público el pago de una suma dada, sin mencionar el uso a que se destinaba y prohibiendo a la Cámara de Cuentas toda gestión encaminada a averiguarlo.
Estos documentos de crédito se hicieron célebres en la Francia del Antiguo Régimen por los muchos abusos que a su sombra se cometieron desde el tiempo de Luis XIV hasta la Revolución. Fue uno de los grandes escándalos de los últimos tiempos de la monarquía. La Asamblea Constituyente hizo imprimir en 1790 un Libro Rojo, en que constaban las enormes sumas distraídas del Tesoro en esta forma.